# Andrew Terence Juxon-Smith
Andrew Terence Juxon-Smith (ur. 1933, zm. 1996) – sierraleoński polityk i wojskowy, od 27 marca 1967 do 18 kwietnia 1968 wojskowy prezydent Sierra Leone.
Był etnicznym Kreolem. W 1951 dołączył do armii, dwa lata później ukończył Royal Military Academy Sandhurst. W wojsku awansował do stopnia brygadiera lub lejtnanta. W marcu 1967 roku nastąpił wojskowy przewrót. 27 marca Juxon-Smith objął władzę po licznych zmianach na stanowisku głowy państwa jako szef Rady Ocalenia Narodowego i faktyczny piastun stanowiska gubernatora generalnego (wobec zawieszenia Henry’ego Lightfoot Bostona). Objął władzę przy pomocy wojskowych niższego szczebla, opierając się na hasłach antykorupcyjnych. Został obalony po roku rządów w wyniku zamachu stanu przeprowadzonego przez Johna Amadu Bangurę.
Za rządów Siaki Stevensa skazany za zdradę stanu. Opuścił więzienie po siedmiu latach, po czym wyemigrował do Nowego Jorku. Jeszcze w Sierra Leone ożenił się i doczekał się trójki dzieci (spośród których jeden syn tworzy dokument o rządach swego ojca). Zmarł w 1996.